# Bernardino Brambila
Bernardino Brambila (* 20. August 1950 in San Marcos, Jalisco; † 14. Mai 2011 in Teziutlán, Puebla) war ein mexikanischer Fußballspieler auf der Position eines Stürmers.

## Laufbahn

### Spieler
Brambila begann seine Profikarriere beim CD Oro, für den er bereits in seiner ersten Saison 1968/69 einen wichtigen Beitrag zum Klassenerhalt leistete. In den Relegationsspielen gegen den  CF Nuevo León erzielte er im zweiten Vergleich den wichtigen Anschlusstreffer zum 1:2 und im alles entscheidenden dritten Spiel den Siegtreffer zum 1:0 in der 89. Minute, der seinem Verein den Verbleib in der höchsten mexikanischen Spielklasse sicherte.
Bei den Mulos spielte Brambila bis zur Saison 1970/71, in der der Verein bereits als CSD Jalisco firmierte.
Anschließend wechselte er zum Puebla FC, in dessen Reihen ihm auch der Sprung in die mexikanische Nationalmannschaft gelang. Zwischenzeitlich spielte er in der Saison 1974/75 für Atlético Español.

### Trainer
Nach seiner aktiven Laufbahn arbeitete Brambila als Trainer und bekleidete in der Saison 1995/96 das Amt des Cheftrainers bei seinem ehemaligen Verein Puebla FC. Wegen ausbleibenden Erfolges wurde er bereits nach zehn Spielen wieder abgesetzt. Von 2007 bis 2010 betreute er den Amateurverein Zacatlán FC.

## Tod
Bernardino Brambila verstarb an den Folgen eines Infarktes.